# قضاء الكورة
الكورة هي إحدى أقضية محافظة الشمال في لبنان. تقع بين السفح الغربي لسلسلة جبال لبنان الغربية وشاطئ البحر الأبيض المتوسط. يحده مجرى نهر قاديشا شمالاً ومجرى نهر الجوز جنوباً. يضيق هذا الامتداد تدريجياً لينحصر التقاء هذا القضاء مع البحر في منطقتين منفصلتين هما البحصاص وأنفه ويفصل بينهما شاطئ القلمون.
مركز القضاء «أميون» الوادعة في ظلال غابة من أشجار الزيتون، ومن بلداته كوسبا الجبلية ذات الطبيعة الجميلة والآثار القديمة، وكفرعفا الخضراء حيث تنتشر كروم الزيتون التي تشكل جزءا من حياة سكان القضاء الاقتصادية.
يسكن في قضاء الكورة أكثر من سبعين ألف نسمة يتوزعون على 50 بلدة وقرية ويتجمعون جغرافياً في أربع مناطق:
- الكورة الفوقا
- الكورة الوسطى أو السهل
- القلع وهي المنطقة المشرفة على البحصاص والقلمون
- القويطع وهي المنطقة المشرفة على بلدة شكا والهري.

## شخصيات كورانية
- الدكتور شارل مالك: واضع شرعة حقوق الإنسان في الأمم المتحدة.
- الأستاذ فيليب بولس: نائب ووزير سابق، ونائب رئيس مجلس الوزراء ومجلس النواب في منتصف القرن العشرين.
- فؤاد غصن: نائب ووزير سابق.
- الفضل شلق: وزير سابق ورئيس مجلس الإنماء والإعمار سابقا.[1]

## أعلام
- جنى فواز الحسن